# Birulatus astartiae
Espèce
Birulatus astartiae est une espèce de scorpions de la famille des Buthidae.

## Distribution
Cette espèce est endémique de Syrie. Elle se rencontre vers Al-Soukhna.

## Étymologie
Cette espèce est nommée en référence à Astarté.

## Publication originale
- Stathi & Lourenço, 2003 : « Description of a new scorpion species of the genus Birulatus Vachon, 1974 (Scorpiones, Buthidae) from Syria. » Zoology in the Middle East, vol. 30, p. 105-110.